# Samuel Castañeda
Samuel Castañeda (Panamá, 9 de enero de 1994) es un futbolista panameño. Actualmente es jugador del CD Plaza Amador de la Liga Panameña de Fútbol y se desempeña como portero.

## Trayectoria

### A. F. Sporting San Miguelito
Fichó por el equipo para el Torneo Clausura 2019, con el cual disputó un total de 15 encuentros. Y en el Torneo Apertura 2019 disputó un total de 7 partidos.

### San Francisco F. C.
Fichó como agente libre por el San Francisco en el 2020, logrando grandes actuaciones en su participaciones con el equipo. El 17 de diciembre de 2021 se anuncia su renovación por 2 años más en el club, vinculandolo hasta diciembre de 2023. Luego de conseguir varias vallas en cero durante el Torneo Apertura 2023, el 4 de julio de 2023 se anunció la extensión de su contrato hasta diciembre de 2024.

## Clubes
| Club             | País   | Temporadas      |
| ---------------- | ------ | --------------- |
| Chorrillo FC     | Panamá | 2013            |
| CD Plaza Amador  | Panamá | 2013 - 2017     |
| Alianza FC       | Panamá | 2018            |
| Sporting SM      | Panamá | 2019            |
| San Francisco FC | Panamá | 2020 - 2024     |
| CD Plaza Amador  | Panamá | 2025 - Presente |

## Palmarés

### Ligas nacionales
| Título          | Club               | Sede   | Año  |
| --------------- | ------------------ | ------ | ---- |
| Torneo Clausura | C. D. Plaza Amador | Panamá | 2016 |